# Nina Mae McKinney
Nina Mae McKinney (12 de junho de 1912 – 3 de maio de 1967) foi uma atriz norte-americana que trabalhou internacionalmente durante a década de 1930 e no período pós-guerra no teatro, cinema e televisão, após iniciar sua carreira na Broadway e em Hollywood. Apelidada de "A Garbo Negra" na Europa por causa de sua beleza impressionante, McKinney foi uma das primeiras estrelas de cinema afro-americanas nos Estados Unidos e uma das primeiras afro-americanas a aparecer na televisão britânica.

## Biografia

### Juventude
McKinney nasceu em 12 de junho de 1912, em Lancaster, Carolina do Sul, filha de Georgia Crawford e Hal Napoleon McKinney. Pouco depois do nascimento de McKinney, sua mãe muitas vezes se escondia de seu marido abusivo na casa do Coronel Leroy Springs (das Springs Industries), para quem ela trabalhava como doméstica.
Em 1920, Crawford mudou-se para Savannah, Geórgia, para trabalhar como cozinheira para Cynthia Withers, sua filha Irene e outros inquilinos brancos. McKinney ficou na Gay Street, no bairro de Gills Creek, com sua avó paterna de 70 anos, Mary A. McKinney. Hal sustentava financeiramente a família como entregador de uma drogaria local. Enquanto isso, Georgia se casou com James Edwin Maynor e migrou para o norte, para Nova Iorque. McKinney, de oito anos, os seguiu logo depois, mas foi enviada de volta ao sul para ficar com seu tio Curtis e sua família em Gills Creek quando seu pai foi para a prisão. Em 1923, Hal escapou de sua gangue e nunca foi recapturado.
Em 1923, McKinney foi morar com Springs como doméstica. Suas funções incluíam a entrega e coleta de encomendas nos correios locais. Para se divertir durante as viagens, ela fazia acrobacias em sua bicicleta. Ela começou a atuar em produções escolares de pequena escala na Lancaster Training School.
Por volta de 1925, McKinney, de 13 anos, mudou-se para Manhattan para ficar com a mãe e o padrasto, e frequentou a escola pública em 126 Lower Manhattan. No verão de 1927, ela abandonou completamente a escola.

### Casamento
Em novembro de 1931, McKinney casou-se com o músico de jazz James "Jimmy" Monroe. Eles se divorciaram em 1938.

## Carreira

### Início de carreira (1927–1929)
Em janeiro de 1928, o Blackbirds Revue de Lew Leslie tocou no Les Ambassadeurs Club. McKinney provavelmente ingressou após seu aniversário de 16 anos como corista do Blackbirds Beauties sob o nome de Nina Mae McKinney. O show em si foi renomeado Blackbirds of 1928 e mudou-se para o Liberty Theatre, onde teve 518 apresentações de sucesso, estrelando Bill "Bojangles" Robinson e Adelaide Hall.
Em outubro de 1928, King Vidor chegou a Nova Iorque em busca de atores para seu próximo filme falado totalmente negro, Aleluia!. O ator Daniel L. Haynes e a dançarina Honey Brown, do Club Highland, seriam as estrelas. Durante as sessões de elenco no Harlem, McKinney andou de um lado para o outro na frente do prédio para chamar a atenção de King Vidor. Ele disse: "Nina Mae McKinney foi a terceira da direita no refrão. Ela era linda, talentosa e cheia de personalidade." Em Hollywood, ela primeiro teve apenas um papel menor no filme.
Em 20 de março de 1929, McKinney, Haynes e Victoria Spivey apareceram na Rádio-KHJ. Ela cantou músicas de Blackbirds: "I Must Have That Man" e "Diga Diga Doo".
Em 20 de maio de 1929, McKinney foi noiva de James Marshall, diretor do Lafayette Theatre do Harlem, e assinou um contrato de cinco anos com a MGM, a primeira artista afro-americana a fazê-lo.
McKinney voltou para Nova Iorque e trabalhou como doméstica para Springs, que cuidava de sua esposa doente. McKinney apareceu no Embassy Theatre em 20 de agosto para a estreia de Aleluia!, que foi um imenso sucesso. McKinney foi a primeira atriz afro-americana a ocupar um papel principal em um filme convencional, que tinha um elenco afro-americano. Vidor foi indicado ao Oscar de direção e McKinney foi elogiada por seu papel. Vidor disse ao público: "Nina era cheia de vida, cheia de expressão e era uma alegria trabalhar com ela. Alguém como ela inspira um diretor."
No dia seguinte, McKinney casou-se com Marshall, mas ela retornou à Califórnia em setembro, mudando-se para o Hotel Dunbar e viajando diariamente para Culver City para filmar The Bugle Sounds, Manhattan Serenade e They Learned About Women. Poucos filmes de Hollywood tinham elencos mestiços e era difícil para os afro-americanos encontrar trabalho suficiente no lado criativo da indústria cinematográfica. Hollywood relutava em transformar McKinney em um ícone glamorizado como as atrizes brancas da época, apesar de sua beleza; os códigos de produção cinematográfica proibiam sugestões de miscigenação, então filmar romance inter-racial era impossível.

### Europa (1930–1938)
No final de janeiro de 1930, McKinney estava cansada da MGM. Ela começou a deixar de aparecer em aparições promocionais, especialmente se seu nome não estivesse nas luzes acima da marquise. Naquela primavera, seu novo empresário, Al Munro, redator esportivo do The Chicago Whip, organizou para ela um tour pelo Centro-Oeste. Ela deveria aparecer em Chicago, Detroit, St. Louis, Kansas City, Cleveland e Pittsburgh. No final de março, ela partiu para Chicago para aparecer em um show de vaudeville, Circus no Arsenal do 35º Regimento. No mês seguinte, ela passou duas semanas no Metropolitan Theatre. Durante este compromisso, em 9 de abril, McKinney apareceu em dois dos Sermões do Trem do Diamante Negro para o Inferno do Reverendo A. W. Nix (Partes 5 e 6), que foram gravados na Brunswick Recording Library. Críticas horríveis seguiram McKinney, declarando-a uma garota faminta por dinheiro e fascinada por estrelas que passou a desprezar sua própria raça. McKinney alegou ter entrado com um processo por difamação em 1930 contra uma repórter branca, Elisabeth Goldbeck, que afirmou que McKinney havia "repudiado sua raça" em um artigo escrito para a revista Motion Picture Classic.
Em janeiro de 1934, o pianista de jazz Garland Wilson e McKinney partiram para uma turnê pela Costa Azul, começando em Nice, que acabou sendo um projeto de sucesso de cinco meses. A parceria teve um mês repleto de sucesso em Praga, imediatamente a seguir. No dia 2 de março ela chegou a Budapeste e passou mais um mês no Parisian Grill-Bar. Ela chegou a Atenas, Grécia, para estrear no dia 7 de abril no Femina Cinema, onde foi anunciada como Garbo Negra (antes disso, ela era chamada apenas de Clara Bow Negra).
Em vez disso, em 15 de julho, McKinney estreou no Alhambra Theatre de Londres, onde permaneceu pelas duas semanas seguintes. Nesse ínterim, ela também apareceu em Kentucky Minstrels (lançado nos Estados Unidos como Life is Real), seu primeiro filme britânico, Orchestra ao lado de Scott & Whaley e Debroy Somer.
Durante o verão de 1934, ao lado de Paul Robeson, McKinney começou a filmar Bosambo de Zoltan e Alexander Korda (mais tarde conhecido como Sanders of the River) no Denham Film Studios, perto de Londres. O filme, parcialmente ambientado na África, retrataria positivamente a cultura africana, o que Robeson havia feito como condição para sua participação no projeto. McKinney e Robeson descobriram mais tarde que o filme foi reeditado sem o seu conhecimento e que seus papéis no filme foram significativamente rebaixados.

### Retorno à América e filmes de corrida (1938–1960)

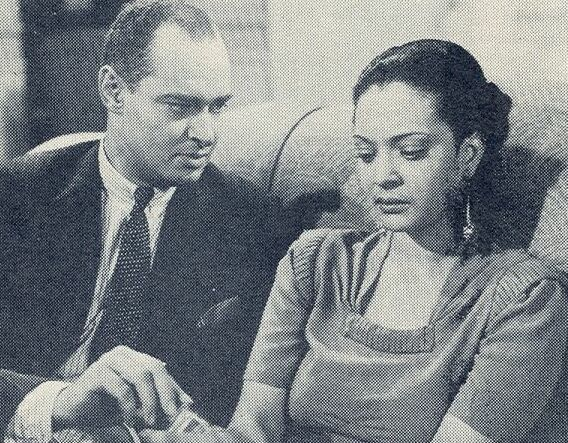
Jack Carter e Nina Mae McKinney em The Devil's Daughter (1939)

Desamparado e desesperado, McKinney retornou a Hollywood em julho de 1944, aparecendo ao lado de Merle Oberon, interpretando uma criada no filme Águas Tenebrosas, e Irene Dunne em Together Again como atendente de boate.

## Morte e legado
Depois de 1960, McKinney morou na cidade de Nova Iorque. Em 3 de maio de 1967, ela morreu de ataque cardíaco aos 54 anos no Metropolitan Hospital em Manhattan. Seu funeral foi na Little Church Around the Corner.
Em 1978, McKinney recebeu um prêmio póstumo do Hall da Fama dos Cineastas Negros pelo conjunto de sua obra.
Em 1992, o Walter Reade Theatre no Lincoln Center na cidade de Nova Iorque reproduziu um clipe de McKinney cantando em Pie, Pie Blackbird (1932) em uma combinação de clipes chamada Vocal Projections: Jazz Divas in Film.
O historiador de cinema Donald Bogle discute McKinney em seu livro Toms, Coons, Mulattoes, Mammies, And Bucks — An Interpretive History Of Blacks In American Films (1992). Ele a reconhece por inspirar outras atrizes e transmitir suas técnicas para elas. Ele escreveu que "sua contribuição final para o cinema agora estava naqueles que ela influenciou."
Em 2019, McKinney foi um dos obituários apresentados em "Overlooked", uma série do The New York Times onde a equipe editorial tentou corrigir um preconceito de longa data nas reportagens, publicando obituários para mulheres e minorias históricas.

## Créditos da Broadway
| Ano                                    | Título             | Personagem      |
| -------------------------------------- | ------------------ | --------------- |
| 1928                                   | Blackbirds of 1928 | Linha do refrão |
| 6 de setembro - 26 de novembro de 1932 | Ballyhoo of 1932   | Intérprete      |

## Filmografia
| Ano  | Título                                | Personagem                                   | Notas                                                |
| ---- | ------------------------------------- | -------------------------------------------- | ---------------------------------------------------- |
| 1929 | Aleluia!                              | Garota                                       |                                                      |
| 1929 | Manhattan Serenade                    | Ela mesma                                    | Curta-metragem                                       |
| 1930 | They Learned About Women              | Cantora especializada                        | Sem créditos                                         |
| 1931 | Safe in Hell                          | Leonie, a gerente do hotel                   |                                                      |
| 1932 | Pie, Pie Blackbird                    | Senhorita Nina                               | com os Irmãos Nicholas, Eubie Blake, e Noble Sissle. |
| 1932 | Passing the Buck                      |                                              |                                                      |
| 1934 | Kentucky Minstrels                    | Ela mesma                                    | com Debroy Somers e sua banda                        |
| 1935 | Sanders of the River                  | Lilongo, esposa do chefe africano            | com Paul Robeson                                     |
| 1935 | Reckless                              | Cantora especializada                        |                                                      |
| 1936 | The Lonely Trail                      | Dançarina                                    | Sem créditos                                         |
| 1936 | Broadway Brevities: The Black Network | Ela mesma                                    | Curta-metragem                                       |
| 1938 | Gang Smashers                         | Laura Jackson, cantora de cabaré             |                                                      |
| 1938 | On Velvet                             | Ela mesma                                    | Curta-metragem                                       |
| 1939 | The Devil's Daughter                  | Isabelle Walton                              |                                                      |
| 1939 | Straight to Heaven                    | Ida Williams                                 |                                                      |
| 1940 | Swanee Showboat                       | Ela mesma                                    | Curta-metragem                                       |
| 1944 | Águas Tenebrosas                      | Florella                                     |                                                      |
| 1944 | Together Again                        | Empregada no toalete da boate                | Sem créditos                                         |
| 1945 | The Power of the Whistler             | Flotilda, empregada doméstica de Constantina | Sem créditos                                         |
| 1946 | Mantan Messes Up                      | Nina                                         |                                                      |
| 1946 | Night Train to Memphis                | Empregada doméstica                          |                                                      |
| 1947 | Danger Street                         | Veronica                                     |                                                      |
| 1949 | Pinky                                 | Rozelia, namorada ciumenta                   |                                                      |
| 1950 | Copper Canyon                         | Theresa                                      | Sem créditos                                         |
| 1954 | Mistica                               | Minga                                        | Sem créditos                                         |